# Erythrocera doris
Erythrocera doris là một loài ruồi trong họ Tachinidae.